# Neleucospis
Neleucospis is een geslacht van vliesvleugeligen uit de familie Leucospidae. De wetenschappelijke naam van dit geslacht is voor het eerst geldig gepubliceerd in 1974 door Boucek.

## Soorten
Het geslacht Neleucospis is monotypisch en omvat slechts de volgende soort:
- Neleucospis masculina Boucek, 1974